# Музей Сталина (Курейка)
Музей Сталина в селе Курейка — музей И. В. Сталина, официально работавший с 1938 по 1961 год, в селе Курейка. Изначально располагавшийся в рыбацком домике, где Сталин проживал в период своей ссылки в Курейку, в 1952 году дом был обнесен павильоном. После смерти Сталина в 1953 году музей фактически прекратил свою деятельность. В 1961 году, в ходе развенчания культа личности Сталина, домик внутри павильона был разобран, а сам комплекс — официально закрыт. На протяжении нескольких десятков лет здание музея-павильона находилось в полуразрушенном состоянии из-за вандализма и отсутствия ухода. В 1996 году павильон был окончательно уничтожен пожаром.

## История и дизайн
Дом-музей И. В. Сталина был официально открыт 7 ноября 1938 года в рыбацкой избушке, где жил Сталин в период своего пребывания в ссылке в Курейку. Попытки обнести здание павильоном для его сохранения были безуспешными, и на протяжении нескольких лет после открытия музея сам домик находился в плачевном состоянии. Зимой 1944/1945 года был проведён закрытый конкурс на эскизный проект дома-музея Сталина. Было представлено 30 проектов, в нем участвовали даже заключенные. Лучшим был признан проект вольнонаемного С. К. Хорунжего.
В 1949 году было принято решение начинать строительство музейного павильона. Строительство осуществляли заключенные. В 1952 году работы были завершены. В основе 12-метрового строения находился металлический каркас на фундаменте из монолитного железобетона, в основу которого было вбито 200 лиственничных свай. Для создания системы защиты от вечной мерзлоты были построены вентиляционные шахты. Стены здания были сделаны из толстых лиственничных плит. Снаружи стены были облицованы камнем, покрытым цветной штукатуркой с мраморной крошкой и слюдой. Высокие оконные проемы от пола до потолка обеспечивали хорошую освещаемость внутри помещения в дневное время. В ночное время здание ярко освещалось благодаря специально сделанной для этого электростанции. Окна имели три ряда зеркальных стёкол, которые не покрывались льдом, так как между ними циркулировал подогреваемый воздух (отопительные батареи были скрыты в стенах). Поскольку входная и противоположная стены были одинаковыми, строение воспринималось как огромная сквозная арка. В результате появилась аналогия с римскими триумфальными арками, и к концу прошлого столетия стало расхожим выражение «пантеон Сталина».
Под сводами павильона яркое освещение имитировало северное сияние, озаряя художественно расписанный купол, обитые красным бархатом стены и стенды с картинами биографии Сталина. Там же находился дом-музей Сталина — рыбацкая избушка. По периметру внутреннего помещения сделана была паркетная дорожка. Для посетителей устраивались экскурсии, который проводил директор музея — Н. Ф. Квасов. Перед зданием разбили сквер, цветники, клумбы. Посреди сквера была установлена десятиметровая скульптура Сталина, выполненная из гипса.
После смерти Сталина в 1953 году посещение музея в обязательном, «приказном» порядке прекратилось. В декабре 1961 года, в процессе развенчания «культа личности» Сталина, рыбацкий домик Сталина был разобран, а скульптура в сквере — снесена и сброшена в прорубь на Енисее.
К 1990-м годам павильон находился в полуразрушенном состоянии. Стёкла были разбиты, паркет — разобран, а стены — исписаны различными фразами. В 1996 году павильон окончательно сгорел в результате поджога.
В 2006 году местный предприниматель Михаил Пономарёв решил восстановить музей и привлечь в регион туристов. Пономарёв изготовил на собственные средства пятиметровую гипсовую скульптуру Сталина, которая была самовольно установлена рядом с местом бывшего музея. Сам музей Пономарёв собирался восстановить по фотографиям 1940-х годов. У проекта нашлось немало противников, в том числе среди представителей местных властей. Уже в день установки скульптуры на постамент она была снесена.
В августе 2024 года рядом с бывшим пантеоном проложили дорожки, установили информационные стенды. Там же появился новый памятник И. В. Сталину. Местные власти считают, что это поможет им привлечь туристов.